# 處女座GL
處女座GL，亦可稱為G 12-30, 是一顆位於處女座微弱的紅矮星，與太陽系10秒差距內的70%以上的恆星一樣；它的視星等為13.898，肉眼無法看到。
處女座 GL 位於21.1光年外，光譜類型為M4.5V，溫度為3110 K.與太陽相比，它的光度（在電磁波譜的可見部分發出）只有十分之一； 然而，由於其輻射的很大一部分是以不可見紅外光的形式發射的，因此其輻射光度會增加到太陽光度的 0.5%。質量為太陽的12%，半徑為太陽的16%。它的自轉速度至少為17 km/s，這意味著它只需要不到半天的時間完成自轉一圈。這顆恆星經常發出耀斑，直至2019年至少檢測到五次。
最近的恆星系統為格利泽486，距離6.4光年